# Оливера Ђурђевић
Оливера Ђурђевић (Београд 7. јануар 1928 — 28. децембар 2006) је била истакнути српски чембалиста, пијаниста, камерни музичар и професор Факултета музичке уметности у Београду. Била је прва југословенска чебмалисткиња, добитница Октобарске награде 1978. године, као и Седмојулске награде, плакете Удружења музичара Србије и Удружења музичара Југославије.

## Каријера
Оливера Ђурђевић је завршила студије клавира на Факултету музичке уметности у Београду у класи професора Емила Хајека. Дипломирала је 1952. године после чега је две године била на специјализацији чембала код Ли Стаделмана на Високој музичкој школи у Минхену. Од 1964. доцент, а затим професор Факултета музичке уметности у Београду.
Одржала је велики број концерата у Немачкој, Пољској, Румунији, Чешкој, Бугарског, Холандији, Италији, Русији, САДу, Канади.
Била је професор Факултета музичке уметности у Београду од 1985, а активно се бавила педагошким радом и у оквиру Катедре за камерну музику и чембало. Била је шеф катедре од 1970. до 1993. и оснивач Студија за чембало при СКЦ-у 1972.
Предавала је и на Академији лепих уметности у Београду.
Била је чланица Клавирског трија и Клавирског квартета Радио Београда, ансамбла Београдски камерни музичари, Загребачких солиста, Musica humana, трија Donne di Belgrado, као и клавирска сарадница многобројних вокалних и инструменталних уметника.